# Éloïc Peyrache
Éloïc Peyrache est un économiste français.
À partir de 2008, il est directeur délégué d'HEC Paris et directeur de son programme Grande École, puis Directeur Général par intérim de HEC Paris en octobre 2020, et enfin Directeur Général et Dean d'HEC Paris en janvier 2021.

## Études
Reçu 12e à l'ENS Cachan en 1995 (concours D2, économie-méthodes quantitatives-gestion), Éloïc Peyrache est reçu à l'agrégation d'économie-gestion en 1998. Il obtient son doctorat en sciences économiques de l'École d'économie de Toulouse en 2003 après avoir soutenu la thèse "Essais sur la théorie économique des signaux : applications aux marchés du travail et de la certification" à l'Université Toulouse 1.

## Carrière
Éloïc Peyrache rejoint HEC Paris en 2003 où il enseigne l'économie de l'entreprise et l'économie des réseaux, il est membre du GREGHEC (CNRS) depuis 2004. Après avoir été directeur du programme CEMS de 2004 à 2005, il est nommé professeur associé en 2009. Après le départ de Peter Todd pour raisons médicales, il devient Directeur Général par intérim de HEC Paris en octobre 2020.
Ses recherches s'intéressent à la théorie des contrats, l'économie industrielle et la politique de la concurrence. Il est membre de l'American Economic Association et de l'Econometric Society.